# Wapen van Reiderzijlvest

Reiderzijlvest wapen

Het wapen van Reiderzijlvest werd op 24 mei 1971 door de Hoge Raad van Adel aan het nieuw ontstane Groninger waterschap Reiderzijlvest toegekend. Het wapen bleef tot 1992 in gebruik, dat jaar ging het waterschap op in het Dollardzijlvest en drie jaar daarna in Hunze en Aa's. De beide latere waterschappen hebben de wapens, of delen daarvan, niet overgenomen.

## Blazoenering
De blazoenering van het wapen luidde als volgt:
In azuur een Romaanse kerk van zilver met een dubbele zijbeuk, het koor rechts, de ingang links en op het dak in het midden twee torens, de linker hoger dan de rechter, en op de uiteinden twee breedarmige kruisen; een schildvoet van zilver met een zijl van keel, de gehele schildvoet vullend en bestaande uit drie bogen; een schildzoom van sabel met tien gouden korenaren, geplaatst in de richting van de zoom. Het schild gedekt met een gouden kroon van drie bladeren en twee parels.
Het wapen is blauw van kleur met daarop het klooster Palmar dat ooit in Bellingwolde stond. Dit deel is dan ook gelijk aan het wapen van Bellingwolde. In het zilveren schildvoet een rood zeil. Het bestaat uit drie bogen. Om het geheel heen een zwarte schildzoom waarin zoomsgewijs tien gouden korenaren. Op het schild een gravenkroon.

## Symboliek
Het wapen is sprekend bedoeld: het bovenste deel is afkomstig van het wapen van de voormalige gemeente Bellingwolde, het onderste deel is een sluis of zijl.
De tien korenaren staan symbool voor de tien gebieden waar het waterschap actief was. Zij zijn ook gerelateerd aan de korenaren uit het wapen van het waterschap Pekel A, een van de waterschappen waaruit Reiderzijlvest is ontstaan.

## Overeenkomstige wapens
De volgende wapens hebben een of meer onderdelen die in het wapen van Reiderzijlvest zijn opgenomen:

Het wapen van Bellingwolde
Het wapen van Westerwolde
Het wapen van Pekel A

Aduarderzijlvest ·
Dollardzijlvest ·
Dorpster zijlvest ·
Duurswold ·
Eemszijlvest ·
Electra ·
Fivelingo ·
Generaal Zijlvest der Drie Delfzijlen ·
Gorecht ·
Havenschap Delfzijl ·
Hoop en Verwachting ·
Hunsingo ·
De Johannes Kerkhoven Polder ·
Oldambt ·
Ommelanderzeedijk ·
Pekel A ·
Reiderland ·
Reiderzijlvest ·
Termunter-Zijlvest ·
Westerkwartier ·
Westerwolde ·
Winsummer en Schaphalster Zijlvest ·